# Сослани, Шалва Виссарионович
Шалва Виссарионович Сослани (настоящая фамилия Соселия, 18 апреля (1 мая) 1902 года, село Диди Джихаиши, Грузия — после апреля 1942, Смоленск?) — советский писатель и поэт, писал на русском и грузинском языках.

## Биография
Шалва Соселия родился в грузинском селе Диди Джихаиши 18 апреля (1 мая) 1902 года. По некоторым данным, его отец был фотографом. Окончил четыре класса начального училища. После смерти отца в 1914 году вынужден был работать. С четырнадцати лет батрачил, в 1918 году переехал в Батуми, где работал в аптеке. После установления в Грузии советской власти вступил в Красную Армию. После окончания гражданской войны поселяется в Тифлисе.
В 1923 году обращается к литературному творчеству, пишет и читает перед публикой футуристические стихи на грузинском языке. В 1924 пробует себя в качестве актёра, и вскоре вместе со студией В. Л. Мчеделова переезжает в Москву. В 1926 году поступает на литературный факультет Московского государственного университета. Средства на жизнь получает, работая в Кремле переводчиком официальных документов правительства на грузинский язык. Знакомится с известными писателями, включая Александра Фадеева и Андрея Белого.
В 1931 году Сослани публикует на русском языке повесть «Конь и Кэтевана», сразу завоевавшую ему множество поклонников. Первые восторженные отзывы приходят от друзей: Фадеев пишет в письме «Мне чертовски понравилась твоя работа!», ему вторит Андрей Белый: «Вот уж кому хочется сказать: „Пишите, пишите“,- так это Вам». Вскоре появляются новые произведения автора на русском языке: «Речи рек» (1932), «Ача» (1933), «Кфэна-ветер» (1935), «Дом № 10 на Страстном» (1935), «Си коули бата» (1939), «Новый сад» (1936). Участник Первого съезда советских писателей (1934).
Начало Великой Отечественной войны застаёт Сослани за работой: он пишет новый роман «Золотое руно». Писатель рвётся на фронт, и 7 июля 1941 года его призывают в ополчение. Солани в составе писательской роты работает на строительстве укреплений Москвы, затем его переводят в штаб. В октябре жена получает от него последнее письмо.
По данным ОБД «Мемориал», он пропал без вести в декабре 1941 года. Долгое время считалось, что он погиб в бою под Вязьмой, его имя находится на мемориальной доске выпускников Литинститута, погибших на войне.
В настоящее время выяснено, что Сослани не погиб в бою, а попал в немецкий плен, после чего сотрудничал с оккупационными властями в Смоленске. По воспоминаниям Родиона Берёзова, перешедшего на сторону немцев под Смоленском, Сослани работал вместе с ним в редакции коллаборационистской газеты «Новый путь». В документе из архива немецкой пропаганды в Смоленске (BArch Freiburg RW 4/254, отчет от 27 апреля 1942 г.) упоминается «арест Сослани», причём упомянутый рядом с ним (тоже как арестованный) другой смоленский пропагандист — артист В. Растеряев — был расстрелян. По сведениям Берёзова, и сам Сослани за помощь советским гражданам перейти к партизанам или на советскую территорию был расстрелян гестапо. Существует и другая версия его дальнейшей судьбы. Министр госбезопасности Грузии Н. М. Рухадзе после ареста в 1952 году обвинялся в сокрытии того, что «один из его двоюродных братьев, Николай Соселия, в 1937 году был арестован органами НКВД и расстрелян, а другой, Шалва Соселия, в начале Великой Отечественной войны сдался в плен, активно сотрудничал с немцами, а позднее находился в американской зоне оккупации Германии».

## Сочинения
- Конь и Кэтевана. Повести / [Предисл. О. Резника]. — М., 1966.
- Девушка с кургана // Молодая гвардия. — 1932. — № 8—9.
- Шамшони : рассказ // Новый мир. — 1932. — № 11.
- Выход из ущелья // Молодая гвардия. — 1933. — № 6.
- Золотое обязательство : рассказ // Знамя. — 1934. — № 3.
- Цива и Циа // Октябрь. — 1934. — № 8.
- Суд // Известия. — 1934. — № 12 сент..
- [Материалы] // Строка, оборванная пулей. — М., 1976.